# ألفرد بارسونز
ألفرد بارسونز (بالإنجليزية: Alfred Parsons)‏ هو دبلوماسي أسترالي، ولد في 24 مايو 1925 في هوبارت في أستراليا، وتوفي في 19 يونيو 2010 بسبب مرض.